# Eidos-Montréal
A Eidos Interactive Corporation (nome comercial Eidos-Montréal) é uma desenvolvedora canadense de jogos eletrônicos. É propriedade da Square Enix Europe, uma subsidiária da Square Enix. O estúdio foi fundado pela Eidos Interactive em 2007 com Stéphane D'Astous como gerente. De acordo com D'Astous, ao contrário de outros estúdios, a Eidos Montreal é caracterizada por equipas pequenas a trabalhar durante um período maior. O primeiro projecto do estúdio foi Deus Ex: Human Revolution da série Deus Ex, que foi lançado em 2011. Em 2009 o estúdio anunciou o segundo projecto, o quarto jogo da série Thief. Em 2013, D'Astous demitiu-se do cargo. Em 2015 o estúdio revelou que estava a produzir Deus Ex: Mankind Divided.

## Jogos produzidos
| Ano  | Titulo                    | Plataformas | Notas                                  |
| ---- | ------------------------- | --- | -------------------------------------- |
| 2011 | Deus Ex: Human Revolution | Microsoft Windows, Mac OS X, PlayStation 3, Wii U, Xbox 360                                                    |                                        |
| 2014 | Thief                     | Microsoft Windows, OS X, PlayStation 3, PlayStation 4, Xbox 360, Xbox One                                      |                                        |
| 2016 | Deus Ex: Mankind Divided  | Linux, Microsoft Windows, macOS, PlayStation 4, Xbox One                                                       |                                        |
| 2018 | Shadow of the Tomb Raider | Microsoft Windows, PlayStation 4, Xbox One, Xbox Cloud Gaming                                                  |                                        |
| 2021 | Guardians of the Galaxy   | Microsoft Windows, Nintendo Switch, PlayStation 4, PlayStation 5, Xbox One, Xbox Series X/S, Xbox Cloud Gaming |                                        |
| 2026 | Fable                     | Microsoft Windows, Xbox Series X e Series S, Xbox Cloud Gaming                                                 | Co-desenvolvido com a Playground Games |